# Теніс на літніх Олімпійських іграх 2024
Змагання з тенісу на літніх Олімпійських іграх 2024 у Парижі тривали з 27 липня до 4 серпня на Стад Ролан Гаррос. Змагалися 172 гравці в п'яти розрядах: одиночному та парному серед чоловіків та жінок, а також змішаному парному. 
Як на попередніх іграх змагання з тенісу відбудуться у форматі турнірів на вибування: сітка одиночних розрядів складатиметься з 64 гравців (6 раундів), сітка чоловічого та жіночого парних розрядів - з 32 пар (5 раундів), сітка змішаного парного розряду - з 16 пар (4 раунди). Невдахи півфіналів змагатимуться в матчах за бронзові медалі. Всі матчі в одиночних розрядах триватимуть щонайбільше три сети (до двох виграних сетів). У будь-якому сеті, за рахунку 6-6 за геймами розігруватимуть стандартний тай-брейк (до семи очок). У парних розрядах замість третього сету розігруватимуть матчевий тай-брейк (до 10 очок). Уперше після Олімпійських ігор 1992 матчі відбудуться на ґрунтовому корті.

## Розклад
| 1/32 | 1/32 фіналу | 1/16 | 1/16 фіналу | 1/8 | 1/8 фіналу | ¼ | Чвертьфінали | ½ | Півфінали | БМ | Матч за бронзову медаль | Ф | Фінал |

| ДатаДисципліна              | Суб 27 | Нед 28 | Пон 29 | Вів 30 | Сер 31 | Чет 1 | П'ят 2 | П'ят 2 | Суб 3 | Нед 4 | Нед 4 |
| --------------------------- | ------ | ------ | ------ | ------ | ------ | ----- | ------ | ------ | ----- | ----- | ----- |
| Одиночний розряд (чоловіки) | 1/32   | 1/32   | 1/16   | 1/16   | 1/8    | ¼     | ½      | ½      | БМ    | Ф     | Ф     |
| Парний розряд (чоловіки)    | 1/16   | 1/16   | 1/8    | ¼      | ½      |       | БМ     | БМ     | Ф     |       |       |
| Одиночний розряд (жінки)    | 1/32   | 1/32   | 1/16   | 1/8    | ¼      | ½     | БМ     | БМ     | Ф     |       |       |
| Парний розряд (жінки)       | 1/16   | 1/16   | 1/8    | 1/8    | ¼      | ½     |        |        |       | БМ    | Ф     |
| Змішаний парний розряд      |        |        | 1/8    | 1/8    | ¼      | ½     | БМ     | Ф      |       |       |       |

## Медальний залік

### Таблиця медалей
*   Країна-господарка (Франція)
| Місце               | NOC                        | Золото | Срібло | Бронза | Загалом |
| ------------------- | -------------------------- | ------ | ------ | ------ | ------- |
| 1                   | Китай                      | 1      | 1      | 0      | 2       |
| 2                   | Італія                     | 1      | 0      | 1      | 2       |
| 3                   | Австралія                  | 1      | 0      | 0      | 1       |
| 3                   | Сербія                     | 1      | 0      | 0      | 1       |
| 3                   | Чехія                      | 1      | 0      | 0      | 1       |
| 6                   | Іспанія                    | 0      | 1      | 1      | 2       |
| 6                   | США                        | 0      | 1      | 1      | 2       |
| 8                   | Допущені нейтральні атлети | 0      | 1      | 0      | 1       |
| 8                   | Хорватія                   | 0      | 1      | 0      | 1       |
| 10                  | Канада                     | 0      | 0      | 1      | 1       |
| 10                  | Польща                     | 0      | 0      | 1      | 1       |
| Загалом (11 збірна) | Загалом (11 збірна)        | 5      | 5      | 5      | 15      |

### Медалісти
| Одиночний розряд (чоловіки) | Новак Джокович · Сербія                           | Карлос Алькарас · Іспанія                                     | Лоренцо Музетті · Італія                            |  |  |  |
| Парний розряд (чоловіки)    | Австралія (AUS) Меттью Ебден Джон Пірс (тенісист) | США (USA) Остін Крайчек Ражів Рам                             | США (USA) Тейлор Фріц Томмі Пол                     |  |  |  |
|                             |                                                   |                                                               |                                                     |  |  |  |
| Одиночний розряд (жінки)    | Чжен Ціньвень · Китай                             | Донна Векич · Хорватія                                        | Іга Свьонтек · Польща                               |  |  |  |
| Парний розряд (жінки)       | Італія (ITA) Сара Еррані Жасмін Паоліні           | Допущені нейтральні атлети (ANA) Мірра Андрєєва Діана Шнайдер | Іспанія (ESP) Крістіна Букша Сара Соррібес Тормо    |  |  |  |
|                             |                                                   |                                                               |                                                     |  |  |  |
| Змішаний парний розряд      | Чехія (CZE) Катержина Сінякова Томаш Махач        | Китай (CHN) Ван Сіньюй Чжан Чжичжень                          | Канада (CAN) Фелікс Оже-Аліассім Габріела Дабровскі |  |  |  |